# Ucraina de sud
Ucraina de sud (în ucraineană Південна Україна, transliterat: Pivdenna Ukraiina) este o regiune formată din teritoriile sudice ale Ucrainei. Această regiune conține numeroase spații istorice, cum ar fi Bugeacul și Crimeea. Ucraina de sud este de o importanță însemnată, facilitând ieșirea la Marea Neagră, fiind, de asemenea, dezvoltată economic.